# Gunnar Söderlindh
Gunnar Söderlindh, född 10 februari 1896 i Örebro, död 26 december 1969 i Göteborg, var en svensk gymnast. Han blev olympisk guldmedaljör 1920.